# لورانس قاي
لورانس قاي (بالإنجليزية: Lawrence Guy)‏ هو لاعب كرة قدم أمريكية أمريكي، ولد في 17 مارس 1990 في لاس فيغاس في الولايات المتحدة.

## وصلات خارجية
- لورانس قاي على موقع IMDb (الإنجليزية)

- لورانس قاي على موقع مرجع كرة القدم المحترفة.كوم (الإنجليزية)